# Teodomiro Leite de Vasconcelos
Teodomiro Alberto Azevedo Leite de Vasconcelos (Arcos de Valdevez, 4 agosto 1944 – Johannesburg, 29 gennaio 1997) è stato un giornalista e scrittore portoghese naturalizzato mozambicano, noto per aver dato il segnale di avvio della Rivoluzione dei garofani portoghese nel 1974.

## Biografia
Leite de Vasconcelos si trasferì con la famiglia in Mozambico nel 1944, l'anno della sua nascita, acquistando in tal modo la cittadinanza mozambicana. Trascorse l'infanzia a Beira e si laureò in Scienze sociali all'Universidade de Lourenço Marques. Iniziò la carriera di giornalista radiofonico nell'emittente radiofonica Rádio do Aeroclube da Beira; nel 1969 si trasferì all'emittente Rádio Clube de Moçambique. Poiché svolgeva una opposizione attiva contro il regime coloniale, nel 1972 lasciò il Mozambico e si recò in Portogallo. Continuò anche in Portogallo i contatti con le forze di opposizione clandestina al regime di Marcello Caetano. Lavorò per l'emittente cattolica Rádio Renascença dirigendo il programma intitolato "Limite". Fu appunto mentre conduceva questa trasmissione che alle ore 0:20 del 25 aprile 1974 trasmise la prima strofa di "Grândola, Vila Morena" del cantautore José Afonso. La canzone, proibita dal regime, era stata scelta dai militari come segnale per l'inizio della cosiddetta "Rivoluzione dei garofani", il sollevamento militare che mise fine alla lunga dittatura fascista in Portogallo.
Leite de Vasconcelos ritornò in Mozambico dopo che questo paese ebbe ottenuta l'indipendenza dal Portogallo (1975); in Africa lavorò come giornalista radiofonico e della carta stampata collaborando a numerose riviste. Inoltre lavorò anche come insegnante, attore e commentatore politico. Dal 1981 al 1988 fu a capo dell'emittente pubblica Rádio Moçambique. Fu anche un membro del consiglio direttivo dell'Associazione Nazionale dei Giornalisti e Scrittori del Mozambico "Associação dos Escritores Moçambicanos". Quasi tutte le sue opere letterarie, soprattutto in versi, sono state stampate postume.
Leite de Vasconcelos morì dopo una lunga malattia a Johannesburg, in Sud Africa.

## Opere
- Irmão do Universo, Maputo : Associação dos Escritores Moçambicanos, 1994 - (Poesie)
- Resumos, Insumos e Dores Emergentes, Maputo : Associação dos Escritores Moçambicanos, 1997 - (Poesie, postumo)
- Pela Boca Morre o Peixe, Maputo : Associação dos Amigos de Leite de Vasconcelos, 1999 - (Saggi giornalistici, postumo)
- As Mortes de Lucas Tadeu, Coimbra : Cena Lusófona, 2000 - (Testo teatrale, postumo)
- A Nona Pata da Aranha, Maputo : Promédia, 2004 - (Erzählungen, postum)